# SIS (motorfiets)
SIS is een historisch merk van motorfietsen.
S.I.S.-Veiculos Motorizados Lda, Anadia.
Portugees merk dat vanaf 1950 lichte motorfietsen maakte, vooral voor de Portugese markt. SIS was eigendom van Sachs en levert ook modellen onder de merknaam Motozax. De ontwikkelingen werden verricht door J. Simones Costa, die uiteraard alleen Sachs-blokjes, meestal van 48 cc, toepaste. Het bedrijf maakte al vanaf 1938 fietsen.